# La Sabateria
La Sabateria és una llibreria de la ciutat de Lleida especialitzada en llibre de vell, alguns de centenaris, considerada una de les més boniques del món segons Little Bookstores. També organitza clubs de lectura i escriptura i conviu amb el teixit cultural de Ponent.

## Història
Situada al Barri Antic, La Sabateria va ser fundada per Estefania Reñé el 2017, qui abans havia treballat quinze anys a la llibrera Caselles de la mateixa ciutat, al local que va ser el vestidor dels treballadors que van construir el Museu de Lleida Diocesà i Comarcal. El nom ret homenatge a la sabateria artesanal que hi havia ubicada anteriorment al carrer de la Palma.
La llibreria té una doble porta de colors. És petita, amb una decoració bohèmia, piles de llibres, enformadors, una màquina d'escriure i rams de flors aromàtiques. Les parets són de totxo, el terra de fusta, el sostre té bigues originals de fusta i hi ha mobles d'antiquari diversos: un bagul d'una granja de la Vall d'Aran i prestatges d'una antiga estació de correus. Hi ha més de 8.000 llibres, i la majoria són de segona mà, tot i que també n'hi ha nous. L'establiment també disposa d’una petita terrassa al seu pati interior.